# Lipstick (canción)
"Lipstick" es el título del primer sencillo lanzado del álbum homónimo de la cantante mexicana Alejandra Guzmán en 2004. La canción fue escrita por Desmond Child, Lisa Greene, Roger Rusell, Ernest Newsky, NC Thanh y Storm Lee y traducida al español por Alejandra Guzmán y Jodi Marr. El tema también fue grabado en inglés y esta versión está incluida en el álbum.
La canción no tuvo tanto éxito como cualquier primer sencillo de los álbumes de Guzmán porque presentaba un sonido muy diferente a su música, sin embargo con este tema, la cantante (junto con todos los compositores) recibió una nominación al Grammy Latino como Mejor Canción Rock, perdiendo ante " Eres" de Café Tacuba.

## Listas musicales
| Lista (2004)     | Mejor posición |
| ---------------- | -------------- |
| Top 100 Mexicano | 12             |